# П'єр де Монте
П'єтро дель Монте (Pietro del Monte, 1499 − 26 січня 1572) — італійський дворянин, який був 50-м великим магістром ордена Святого Іоанна з 1568 по 1572 рік.
П'єтро дель Монте народився в Італії в 1499 році. Його початкове ім'я було Гвідо Лотті, але в 1550 році він взяв ім'я Сан-Савіно-дель-Монті. Він був племінником папи Юлія III. До свого прибуття на Мальту він був монахом у Капуї. Він також брав участь в облозі Родосу 1522 року.
Під час Великої облоги Мальти 1565 року дель Монте командував обороною Форту Святого Михайла в Сенглеї. Протягом більшої частини облоги форт був відрізаний від основної частини сил Ордену в Біргу. Дель Монте вдалося утримати форт протягом 55 днів до прибуття сил допомоги де Толедо 8 вересня.
Дель Монте був призначений великим магістром 23 серпня 1568 року, через три дні після смерті його попередника Жана Парізо де Валетта. Під час свого правління як великий магістр дель Монте продовжив будівництво нової столиці Валлетти.  У 1569 році він побудував браму Дель Монте за проєктом Франческо Лапареллі. Ця брама була знесена англійцями в 1884 році, щоб звільнити місце для більшої брами Вікторії.  Орден офіційно переїхав до міста Валлетта під час правління дель Монте, 18 березня 1571 року.
Флот Ордену також зміцнився під час його правління і взяв участь у переможній битві при Лепанто 7 жовтня 1571 року 
Дель Монте помер 26 січня 1572 року, його наступником став Жан де ла Кассьєр.